# Jiří Pištora
Jiří Pištora (12. června 1932, Pardubice – 26. září 1970, Praha) byl český básník.

## Život

### Do roku 1968
Otec Jiřího Pištory byl úředník nemocenské pojišťovny v Pardubicích, sociální demokrat Antonín Pištora (1905—1942). Podílel se na zajištění pracovních knížek pro parašutisty skupiny Silver A a byl popraven za heydrichiády.
Jiří Pištora maturoval na reálném gymnáziu v Pardubicích roku 1951. Rok pracoval jako pomocný dělník ve Východočeských chemických závodech v Rybitví. V letech 1952 až 1957 vystudoval češtinu a historii na Filozofické fakultě Univerzity Palackého. Studium ukončil diplomovou prací o Františku Halasovi. Ani po ukončení studia nenalezl odpovídající zaměstnání a rok pracoval na stavbě opatovické elektrárny. V období 1958 byl metodikem v krajské a okresní lidové knihovně Pardubice.
Z Pardubic odešel do Prahy, kde byl od roku 1961 zaměstnán v sekretariátu Svazu československých spisovatelů. V roce 1965 se stal jeho členem a později tajemníkem. V letech 1963—1964 byl redaktorem časopisu Tvář, v letech 1966—1969 spolupracoval s časopisem Sešity pro mladou literaturu.
V roce 1968 žádal spisovatele, aby veřejně vysvětlili své počínání v 50. letech, jako byly články o procesech.
Po invazi vojsk Varšavské smlouvy v srpnu 1968 odešel se spisovatelem Karlem Michalem do emigrace, ale vrátil se.

### Říkanka "Lapkové"
V září 1969 zveřejnil dětský časopis Mateřídouška spolu s dalšími Pištorovými verši i jeho básničku Lapkové. Její skrytě antiokupační význam, zvýrazněný ilustrací Luďka Vimra (1921—2005), vyvolal reakci státních orgánů. O případu psalo Rudé právo v článku Ideje z Mateřídoušky.
| „                                   | Lapkové Žije, žije ve stepi jeden v suché otepi. Druhý v láptích pod pařezem, třetí v díře mezi bezem. Ať si jsou, tam kde jsou. Ať sem na nás nelezou. | “ |
| — Jiří Pištora, Mateřídouška 9/1969 | |   |

Básnička vyšla v č. 2 (říjnu) 1969, na straně 6 ( https://dnnt.mzk.cz/view/uuid:4986bd70-df34-11e7-adb0-005056825209?page=uuid:bc389280-df3e-11e7-8cdd-5ef3fc9bb22f )

### Závěr života
Po zveřejnění říkanky Lapkové byla Pištorovi zrušena smlouva na vydávání dětských knih ve vydavatelství Albatros. O básníka se zajímala StB, byl vyslýchán pro údajné napojení na organizaci Amnesty International a pro zaslání do ciziny informací o věznění Luďka Pachmana. Poslední rok života byl bez zaměstnání a prožíval i osobní krizi po rozvodu a v novém manželství. Ve věku 38 let spáchal sebevraždu - otrávil se svítiplynem.

## Dílo

### Časopisy
- V letech 1960—1963 přispíval do Literárních novin, především básněmi a sloupky.[10][11]
- Jeho verše a jiné texty též uveřejňovaly časopisy Plamen[12], Kulturní tvorba, Listy
- V roce 1965 zaznamenal tisk překlad Pištorovy básně do slovinštiny[13]

### Knižní vydání
- Hodiny v řece, Praha, Československý spisovatel, 1961)
- Země přibližných, Praha, Mladá fronta, 1965)
- Mezery v paměti, 1966–70 (verše z pozůstalosti uspořádal Jiří Gruša, Londýn, Rozmluvy, 1984 a Mladá fronta, 1993)
- Básně a Brundibásně (soubor básnického díla, doslov Jiří Gruša, Brno, Host, 2011)

### Ostatní
- Jiří Pištora působil též jako nakladatelský lektor[14]

## Posmrtné připomínky
- Nekrolog Jiřího Pištory vydal exilový časopis Svědectví. Text doprovodila Pištorova portrétní kresba a jeho povídka Případ Underwood.[8]
- Na základní škole Štefánikova v Pardubicích byla v roce 2016 odhalena básníkova pamětní deska.[15]
- Fragment literární pozůstalosti Jiřího Pištory je uchováván v Památníku národního písemnictví[16]

## Rodina
Ve stejný den jako jeho otec tj. 2. července 1942 byla na pardubickém zámečku popravena i jeho sestřenice Věra Junková, pardubická učitelka, snoubenka Alfréda Bartoše, po zrušení zasnoubení partnerka Jiřího Potůčka a spolupracovnice výsadku Silver A.